# Wioślarstwo na Letnich Igrzyskach Olimpijskich 1908
Wioślarstwo na Letnich Igrzyskach Olimpijskich 1908, zostało rozegrane w dniach 28–31 lipca 1908 r. w miejscowości Henley-on-Thames, słynącej z regat wioślarskich. W tabeli medalowej zawodów zwyciężyli gospodarze igrzysk z dorobkiem czterech złotych medali – zwyciężając tym samym we wszystkich rozegranych konkurencjach.

## Medaliści
| Konkurencja          | Złoto | Srebro | Brąz | Brąz |
| Jedynka              | Harry Blackstaffe | Alexander McCulloch | Bernhard von Gaza | Károly Levitzky |
| Dwójka bez sternika  | LeanderJohn Fenning Gordon Thomson | LeanderGeorge Fairbairn Philip Verdon | ArgonautFrederick Toms Norway Jackes | BerlinMartin Stahnke Willy Düskow |
| Czwórka bez sternika | MagdalenCollier Cudmore James Angus Gillan Duncan Mackinnon John Somers-Smith                                                                                      | LeanderPhilip Filleul Harold Barker John Fenning Gordon Thomson | ArgonautGordon Balfour Becher Gale Charles Riddy Geoffrey Taylor                                                                             | AmstelHermannus Höfte Albertus Wielsma Johan Burk Bernardus Croon                                                                       |
| Ósemka               | LeanderAlbert Gladstone Frederick Kelly Banner Johnstone Guy Nickalls Charles Burnell Ronald Sanderson Raymond Etherington-Smith Henry Bucknall Gilchrist Maclagan | Royal Club Nautique de GandOscar Taelman Marcel Morimont Rémy Orban Georges Mys François Vergucht Polydore Veirman Oscar Dessomville Rodolphe Poma Alfred Van Landeghem | ArgonautIrvine Robertson George Wright Julius Thomson Walter Lewis Gordon Balfour Becher Gale Charles Riddy Geoffrey Taylor Douglas Kertland | CambridgeFrank Jerwood Eric Powell Oswald Carver Edward Williams Henry Goldsmith Harold Kitching John Burn Douglas Stuart Richard Boyle |

## Tabela medalowa zawodów
| Wioślarstwo na Letnich Igrzyskach Olimpijskich 1908 |                      |   |   |   |   |
| Poz.                                                | Reprezentacja        |   |   |   |   |
| 1                                                   | Wielka Brytania      | 4 | 3 | 1 | 8 |
| 2                                                   | Belgia               | 0 | 1 | 0 | 1 |
| 3                                                   | Kanada               | 0 | 0 | 3 | 3 |
| 4                                                   | Cesarstwo Niemieckie | 0 | 0 | 2 | 2 |
| 5                                                   | Węgry                | 0 | 0 | 1 | 1 |
| 5                                                   | Holandia             | 0 | 0 | 1 | 1 |

## Reprezentacje uczestniczące w zawodach
- Belgia (10)
- Kanada (13)
- Cesarstwo Niemieckie (3)
- Wielka Brytania (30)
- Węgry (11)
- Włochy (1)
- Holandia (4)
- Norwegia (9)

W nawiasach podano liczbę zawodników z poszczególnych reprezentacji biorących udział w zawodach wioślarskich.